# Conus lozeti
Conus lozeti é uma espécie de gastrópode do gênero Conus, pertencente à família Conidae.